# 卡通山脈

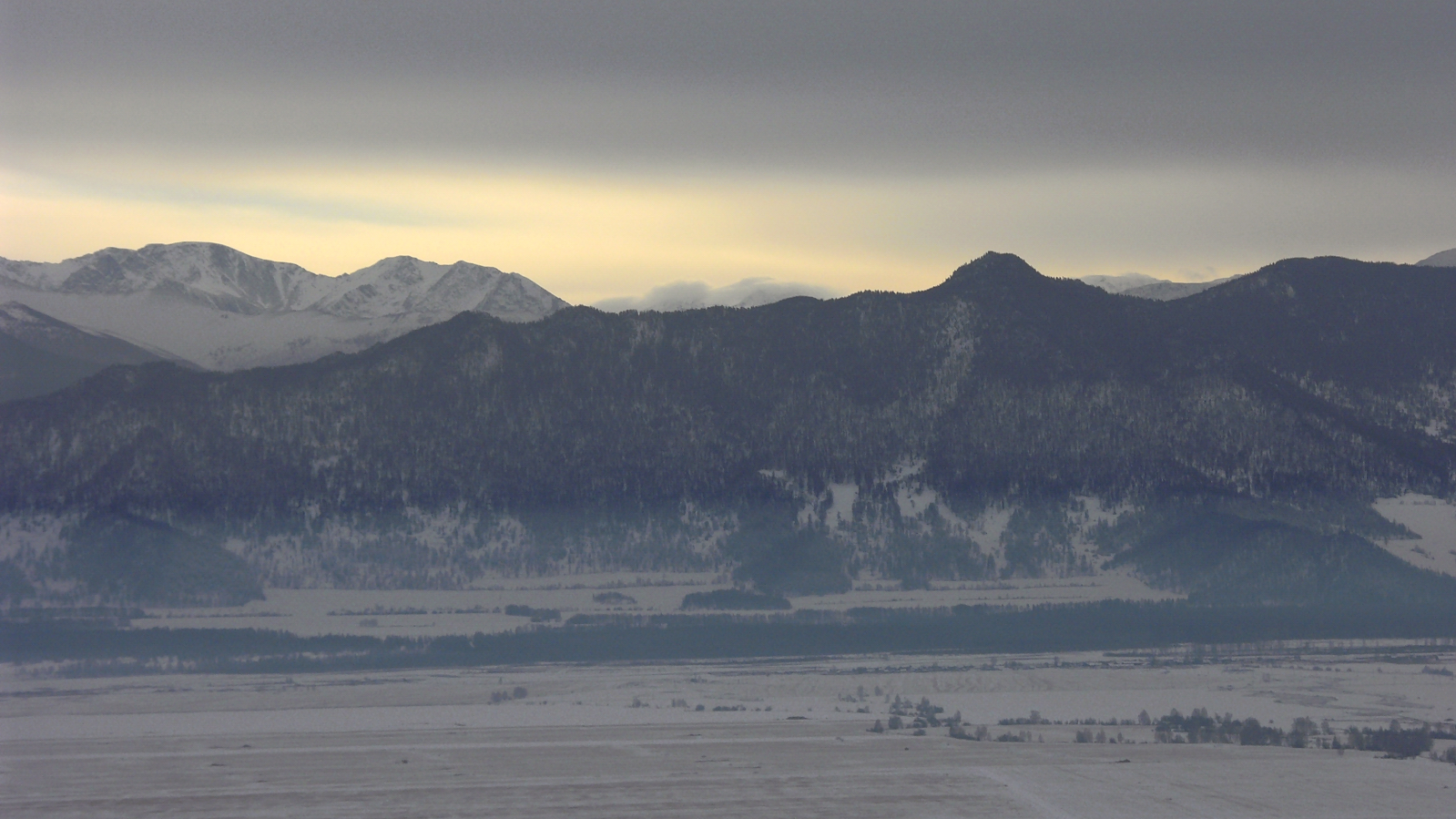

卡通山脈是俄羅斯和哈薩克之間的山脈，屬於阿爾泰山脈的一部分，由阿爾泰共和國負責管轄，全長150公里，最高點海拔高度4,506米。